# インポッシブル・フーズ
インポッシブル・フーズ（英語: Impossible Foods）は、カリフォルニア州レッドウッドシティに本部を置く植物由来の人工肉や乳製品を製造・開発するアメリカ合衆国の食品テクノロジー企業。アメリカと香港の1000以上のレストラン、アメリカのバーガーキングなどで同社の代替肉を使用した「インポッシブル・バーガー」を提供している。
同社は2035年までに動物性食品の必要性を排除することを目標にかかげている。

## 歴史
2009年、スタンフォード大学生化学名誉教授のパトリック・O・ブラウンは18ヶ月の休暇を取得し、彼が世界最大の環境問題であると考えていた工業用畜産農業の廃止のために費やした。その結果、ブラウンは自由市場の中で動物を使用した農業を減らすための最善の方法は動物によって作られている既存の市場の中にこれに競合する動物を使用しない製品を送り出すことだとの結論に達し、2011年にインポッシブル・フーズを設立した。

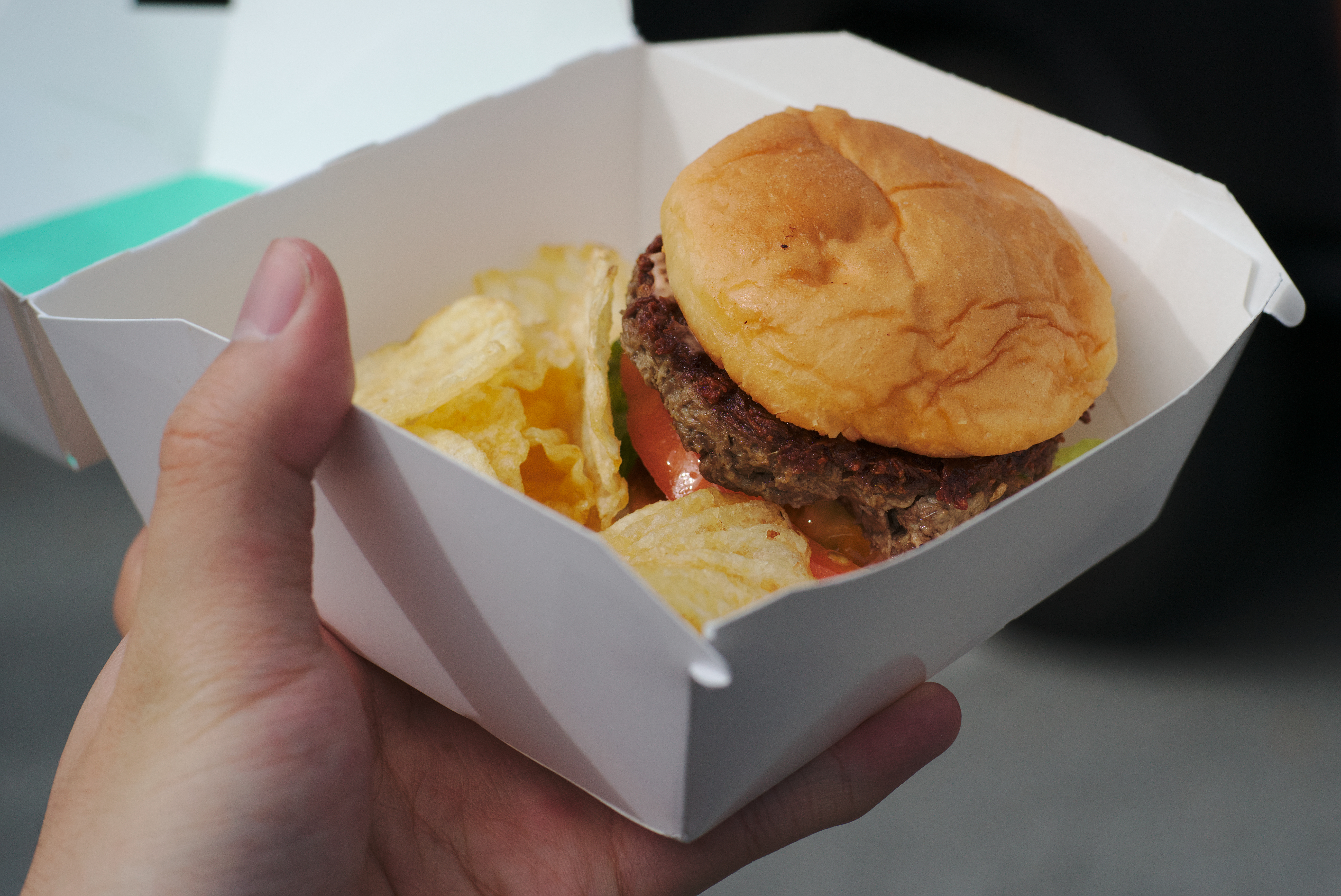
2016年11月に宣伝の一環としてサンフランシスコで提供された同社の人工肉で作られた最初の製品である『インポッシブル・バーガー』

2015年夏、Google から3億ドルで買収を打診されたが同社の経営陣は更に高い金額を求めたが故に最終的に折り合いがつかず、この協議は破談となった。Googleはその後、同年10月に関連会社であるグーグル・ベンチャーズを通じて同社に投資している。
2020年10月、同社は来年中に研究開発チームを倍増させ、新製品開発を加速するために100人以上の科学者を雇用する計画を発表した
2019年9月からはアメリカ合衆国カリフォルニア州のスーパーマーケットでの販売も開始し、一般の消費者も生の状態で購入できるようになった。

## 資金調達
2015年10月、UBSをリードとする資金調達でヴィアキング・グローバル・インベスターズやコースラ・ベンチャーズ、ビル・ゲイツ、グーグル・ベンチャーズ（現在のGV）、李嘉誠（ホライズン・ベンチャーズを通じて）などから1億800万ドルの資金を調達した。その内7500万ドルは既存の投資家によってもたらされた。
2017年8月、同社が経営目標を達成したことを受け新たな資金調達が組織されテマセク・ホールディングスをリードとしオープン・フィロソフィー・プロジェクト、ビル・ゲイツ、コースラ・ベンチャーズ、李嘉誠（ホライズン・ベンチャーズを通じて）から7500万ドルを調達した。
2018年4月、テマセク・ホールディングスと香港のセイリング・キャピタルの共同リードで1億1400万ドルの資金を調達。累計調達額は4億ドルに達し、2019年までには7億5000万ドル以上に達した。